# Ymer (wyspa)
Ymer (duń. Ymer Ø) – bezludna wyspa na Oceanie Arktycznym u wschodnich wybrzeży Grenlandii. Obszar całej wyspy objęty jest ochroną w ramach działania Parku Narodowego Grenlandii. Powierzchnia wyspy wynosi 2437 km², a długość jej linii brzegowej to 350,4 km. Nazwa wyspy wywodzi się z mitologii nordyckiej, a dokładniej od postaci pierwszej żywej istoty, praolbrzyma Ymira.